# Tirèsias

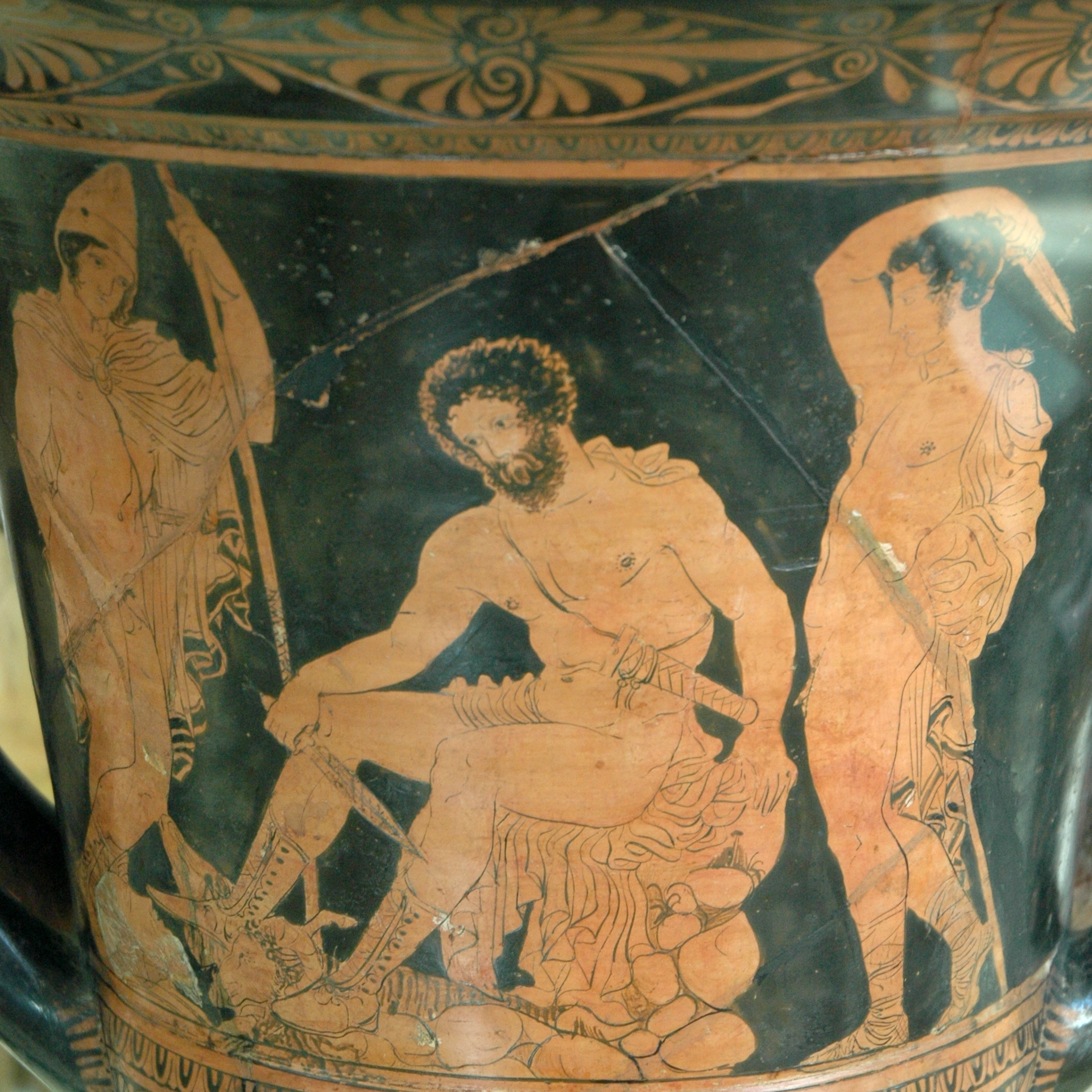
Tirèsies, a l'esquerra, amb Odisseu

En la mitologia grega, Tirèsias o Tirèsies (en grec Τειρησίας) és un endeví cec de Tebes. És fill d'Everes, descendent d'Udeu, del llinatge dels Esparts i de la nimfa Cariclo i té dues filles: Manto i Dafne. Ell i Calcant són els endevins més coneguts de la mitologia grega.

## Orígens dels seus dots profètics
Tirèsias no va néixer amb la capacitat de predir el futur, sinó que la va adquirir en entrar en contacte amb els déus. Hi ha diverses llegendes que expliquen com va adquirir els dots profètics.

### El bany d'Atena
Segons la versió que recullen la Biblioteca de Pseudo-Apol·lodor i els Himnes de Cal·límac de Cirene, Tirèsias va veure la deessa Atena mentre es banyava nua al mont Helicó. Aleshores, la deessa casta per excel·lència va castigar-lo privant-lo de la vista. Davant els precs de Cariclo, mare de Tirèsias, perquè li tornés la visió, Atena li va purificar les orelles i li va atorgar la capacitat d'entendre el llenguatge dels ocells. També li va donar un bastó perquè caminés com una persona que hi veu i va concedir-li una vida més llarga que a la resta dels mortals.

### La metamorfosi de Tirèsias
Segons la versió del poeta llatí Ovidi, Tirèsias, passejant al bosc, va veure dues serps que copulaven i va separar-les amb un bastó. Immediatament fou transformat en dona. Set anys després, va tornar a veure les serps i va tornar a donar-los un cop, cosa que li va retornar l'aparença masculina.
Tirèsias també fa un paper important en una disputa entre Zeus i Hera. El déu sostenia que la dona gaudia més de l'acte sexual que no pas l'home, i la seva muller divina afirmava el contrari. El matrimoni va demanar a Tirèsies el seu parer, ja que ell tenia l'experiència dels dos sexes. Tirèsias va respondre que, si es dividís el plaer sexual en deu parts, la dona se'n quedaria nou i l'home, només una. Hera es va irritar perquè Tirèsias havia donat la raó a Zeus i va cegar-lo. Zeus, per compensar-lo, va concedir-li el do de predir el futur i una vida llarga com set generacions de mortals.

## Tirèsias, endeví de Tebes
Tirèsias sol tenir un paper clau en diverses tragèdies del cicle tebà com veiem en les tragèdies de Sòfocles, on aquest personatge mitològic destaca en Antígona i Èdip rei. En aquestes se'ns presenta com un gran endeví respectat per tothom, a qui els personatges principals li demanen que reveli els oracles. En el cas d'Antígona, Tirèsias entra a escena per advertir a Creont de la mala decisió que ha pres. A Èdip Rei, el rei de Tebes exigeix a Tirèsias que reveli el nom de l'assassí de Laios, però l'endeví es nega a donar una resposta. Per tant, veiem com el personatge de Tirèsias és determinant en ambdues tragèdies, ja que és ell el que determina els fets que succeiran. També cal destacar que en les dues obres els personatges principals (Creont i Èdip) es barallen amb Tirèsias, donant lloc a uns diàlegs molt intensos i elaborats. El més destacat és el que trobem en Èdip rei.

## Mort i existència a l'Hades
Hi ha relats divergents sobre la mort de Tirèsias, però tots tenen en comú que transcorren a l'època de la presa de Tebes pels Epígons, els fills dels set cabdills que havien fet la primera expedició contra la vila beòcia. Segons la versió de Pseudo-Apol·lodor, Tirèsias va fugir de Tebes amb altres vilatans i va aturar-se a reposar vora la font Telfusa, on va morir després de beure'n l'aigua massa freda. Segons Pausànies, Tirèsias i la seva filla Manto són fets presoners pels Argius, que decideixen traslladar-los a Delfos per consagrar-los al déu Apol·lo. L'endeví, massa vell, mor durant el trajecte, a prop de la font esmentada més amunt.
L'Odissea conta com, un cop mort, Tirèsias rep, a l'Hades, la visita d'Odisseu. L'heroi, seguint els consells de Circe, fa les libacions i els sacrificis necessaris per posar-se en contacte amb els morts: deixa regalimar, dins d'un fossat, la sang dels sacrificis, que atrau dels ànimes dels difunts. L'ombra de Tirèsias és la primera a beure'n. Tot seguit, l'endeví explica a Odisseu la causa de l'animadversió del déu Posidó, que persegueix Odisseu perquè va cegar el seu fill Polifem. També li aconsella que, si vol tornar sa i estalvi a Ítaca, respecti per damunt de tot els ramats d'Hèlios, un consell que els seus companys de viatge no van escoltar.

## Obres literàries en què Tirèsies fa un paper important
Obres antigues:
- Odissea, d'Homer
- Set contra Tebes, d'Èsquil
- Èdip Rei, de Sòfocles
- Antígona, de Sòfocles
- Les Bacants, d'Eurípides
- Himnes de Cal·límac de Cirene
- Metamorfosis, d'Ovidi

Obres medievals:
- La Divina Comèdia, de Dante Alighieri
- Lo somni, de Bernat Metge

Obres modernes:
- Les mamelles de Tirèsies, de Guillaume Apollinaire
- La terra gastada, de T.S. Eliot
- Antígona de Salvador Espriu